# Президентские выборы в Кирибати (2020)
Президентские выборы 2020 года в Республике Кирибати прошли 22 июня, вслед за апрельскими выборами в Парламент. Действующий президент страны Танети Маамау, набрав 59 % голосов, был переизбран на этот пост.

## Результаты
| Кандидат                     | Кандидат                     | Партия                       | Голоса | %        |
| ---------------------------- | ---------------------------- | ---------------------------- | ------ | -------- |
|                              | Танети Маамау                | Тобваан Кирибати             | 26 053 | 59,32 %  |
|                              | Бануэра Берина               | Бутокаан Кирибати Моа        | 17 866 | 40,68 %  |
| Всего действительных голосов | Всего действительных голосов | Всего действительных голосов | 43 919 | 100,00 % |
|                              |                              |                              |        |          |
| Действительных голосов       | Действительных голосов       | Действительных голосов       | 43 919 | 99,75 %  |
| Недействительных голосов     | Недействительных голосов     | Недействительных голосов     | 112    | 0,25 %   |
| Всего голосов                | Всего голосов                | Всего голосов                | 44 031 | 100,00 % |
|                              |                              |                              |        |          |
| Электорат / явка             | Электорат / явка             | Электорат / явка             | 55 268 | 79,67 %  |